# ریوسوکه آمو
ریوسوکه آمو (انگلیسی: Ryosuke Amo؛ زادهٔ ۱۹ سپتامبر ۱۹۸۳) بازیکن فوتبال اهل ژاپن است.